# Землетруси в Азербайджані
Землетруси в Азербайджані
У цьому списку показані землетруси, що відбулися на території сучасного Азербайджану в різні періоди його історії.
| Дата              | Назва                   | Місце                                                               | Магнітуда | Інтенсивність | Епіцентр                                                                               | Жертви  | Будівель зруйновано | Джерело інформації |
| ----------------- | ----------------------- | ------------------------------------------------------------------- | --------- | ------------- | -------------------------------------------------------------------------------------- | ------- | ------------------- | ------------------ |
| 427               |                         |                                                                     | 6.7       | 10            |                                                                                        |         |                     | [ 1 ]              |
| 906               | Кивракское землетрус    | Киврак                                                              | 6.2       |               | Землетруси в Азербайджані. Карта розташування: Азербайджан · Землетруси в Азербайджані |         |                     | [ 2 ]              |
| 30 вересня 1139   | Гянджинское землетрус   | Гянджа                                                              | 6.3       | 11            | Землетруси в Азербайджані. Карта розташування: Азербайджан · Землетруси в Азербайджані | ~230000 | >1000               | [ 3 ] [ 1 ]        |
| 25 листопада 1667 | Шемахінской землетрус   | Шемаха                                                              | 6.9       | 10            | Землетруси в Азербайджані. Карта розташування: Азербайджан · Землетруси в Азербайджані | ~80000  | >1000               | [ 1 ]              |
| 4 січня 1669      | Шемахінской землетрус   | Шемаха                                                              | 5.7       | 9             | Землетруси в Азербайджані. Карта розташування: Азербайджан · Землетруси в Азербайджані | ~7000   |                     | [ 1 ]              |
| 1 січня 1671      | Шемахінской землетрус   | Шемаха                                                              |           | 9             | Землетруси в Азербайджані. Карта розташування: Азербайджан · Землетруси в Азербайджані |         |                     | [ 1 ]              |
| 9 серпня 1828     | Шемахінской землетрус   | Шемаха                                                              | 5.7       | 8             | Землетруси в Азербайджані. Карта розташування: Азербайджан · Землетруси в Азербайджані |         |                     | [ 1 ]              |
| 2 січня 1842      | Апшеронська землетрус   | Апшеронський півострів                                              | 4.3       | 8             | Землетруси в Азербайджані. Карта розташування: Азербайджан · Землетруси в Азербайджані |         |                     | [ 1 ]              |
| 11 червня 1859    | Шемахінской землетрус   | Шемаха                                                              | 5.9       | 9             | Землетруси в Азербайджані. Карта розташування: Азербайджан · Землетруси в Азербайджані | ~100    |                     | [ 1 ]              |
| 28 січня 1872     | Шемахінской землетрус   | Шемаха                                                              | 5.7       | 10            | Землетруси в Азербайджані. Карта розташування: Азербайджан · Землетруси в Азербайджані |         |                     | [ 1 ]              |
| 13 лютого 1902    | Шемахінской землетрус   | Шемаха                                                              | 6.9       | 9             | Землетруси в Азербайджані. Карта розташування: Азербайджан · Землетруси в Азербайджані | 86      | 3496                | [ 1 ]              |
| 2 вересня 1953    | Варташенское землетрус  | Варташен                                                            | 4.9       |               | Землетруси в Азербайджані. Карта розташування: Азербайджан · Землетруси в Азербайджані |         |                     | [ 5 ]              |
| 4 червня 1999     | Агдашское землетрус     | Агдаш, Уджар, Агалил                                                | 5.4       | 5             | Землетруси в Азербайджані. Карта розташування: Азербайджан · Землетруси в Азербайджані | 1       |                     | [ 1 ]              |
| 25 листопада 2000 | Бакинське землетрус     | Баку                                                                | 6.8       |               | Землетруси в Азербайджані. Карта розташування: Азербайджан · Землетруси в Азербайджані | 31      |                     | [ 1 ]              |
| 7 травня 2012     | Загатальський землетрус | Загатала                                                            | 5.7       |               | Землетруси в Азербайджані. Карта розташування: Азербайджан · Землетруси в Азербайджані | 0       | 3100                | [ 1 ]              |
| 4 вересня 2015    | Шекінськой землетрус    | В 29 км на південний схід від Шекі, на території Шекинського району | 5.9       | 7             | Землетруси в Азербайджані. Карта розташування: Азербайджан · Землетруси в Азербайджані | 0       |                     | [ 7 ]              |

Після опівночі 4 липня 2023 року, в Каспійському морі було зафіксовано землетрус. Згідно повідомлення Центру сейсмологічної служби Національної академії наук Азербайджану, магнітуда землетрусу на глибині 20 км становила 5,7. Геологічна служба США оцінила магнітуду землетрусу в 5,4. Європейський середземноморський сейсмологічний центр повідомив, що епіцентр підземних поштовхів зафіксували за 80 кілометрів на північний схід від міста Хачмаз. Підземні поштовхи відчувалися в кількох регіонах Азербайджану, включаючи столицю місто Баку. Інформації про руйнування чи жертви не надходило.